# André-Jean Voelke
André-Jean Voelke (* 17. Dezember 1925 in Trogen AR; † 25. August 1991) war ein Schweizer Philosophiehistoriker.
Voelke war von 1979 bis 1991 Professor für Philosophie an der Universität Lausanne. Eine Krebserkrankung riss ihn früh aus dem Leben.
Er arbeitete zur hellenistischen Philosophie, zum Skeptizismus und zum Stoizismus im Ausgang von Wittgensteins Bestimmung der Philosophie als einer Therapie.

## Schriften (Auswahl)
- Les Rapports avec autrui dans la philosophie grecque d’Aristote à Panétius. Vrin, Paris 1961
- L’Idée de volonté dans le stoïcisme. Presses Universitaires de France, Paris 1973
- La philosophie comme thérapie de l’âme. Études de philosophie hellénistique. Préface de Pierre Hadot (Vestigia, 12). Cerf, Paris – Éditions Universitaires, Fribourg 1993 (Aufsatzsammlung; enthält ein Schriftenverzeichnis S. 127–131)